# Морачевский, Юрий Витальевич
Юрий (Георгий) Витальевич Морачевский (11 июля 1894, Санкт-Петербург — 4 января 1961, Ленинград) — советский химик-аналитик, специалист в области геохимии, педагог, профессор Ленинградского государственного университета, заведующий кафедрой аналитической химии химического факультета ЛГУ. Автор ряда монографий, учебников, справочников и многих публикаций по гео- и аналитической химии. Один из основателей Института химии силикатов АН СССР (РАН) и заведующий его лабораторией.

## Биография
Учёный происходил из семьи беспоместных дворян — служащего Министерства земледелия, известного географа, почвоведа, статистика и библиографа Виталия Витальевича Морачевского (1873—1918) и Анны Фёдоровны Морачевской (1868—1955), урождённой Кирилловой. В. В. Морачевский был в числе участников создания энциклопедии «Россия. Полное географическое описание нашего отечества» (общая редакция П. П. Семёнова-Тян-Шанского. — СПб.: А. Ф. Девриен, 1899—1914), — автором ряда трудов, посвящённых состоянию и развитию крестьянского хозяйства в различных губерниях России со второй половины XIX до первых лет XX века. Учёный редактировал отдельные издания и публикации в научной периодике дисциплины.
Юрий Витальевич Морачевский до 1912 года учился в гимназии Лентовской, после окончания которой поступил на вновь созданное химическое отделение (1916) физико-математического факультета Санкт-Петербургского университета, который окончил в 1917 году. Но поскольку в это время его постигло большое горе, ушёл из жизни отец, возможным было найдено, учитывая успеваемость Юрия Морачевского, счесть его завершившим образование без экзаменов.

### Членство в партии социалистов-революционеров и уголовное преследование
В апреле 1917 года Юрий Морачевский вступил в партию социалистов-революционеров (ПСР); в январе 1918 года в Василеостровском комитете ПСР состоял руководителем районной дружины (февраль-апрель); в ноябре вышел из партии. По этой причине был привлечён качестве обвиняемого к Процессу над членами ЦК партии, инициированному в 1922 году в результате расследования ряда известных террористических актов 1918 года (убийство Урицкого и Володарского, покушение на Ленина), которые явились поводом к началу Красного террора. В ходе процесса Морачевский был «оправдан за недоказанностью обвинений», как непричастный к одному из эпизодов, рассматривавшихся судом (убийство Володарского) и освобождён. 25 апреля 1924 года Морачевский был вновь арестован и находился в Соловецком лагере особого назначения (СЛОН).
На этапе подготовки процесса: «не разыскан» — 51 обвиняемый (наибольшее число дел), по амнистии 26 февраля 1919 года прекращены дела 30 человек, 42 — в эмиграции. Судьбы многих неизвестны, а многих даже невозможно идентифицировать. По предварительному следствию ГПУ и Верховного трибунала — 177 обвиняемых, в числе их 97 исключённых из списка до процесса. В результате к 1 апреля 1922 году подсудимых было 34 человека, когда в СО ГПУ числилось 118 членов ПСР (в московских тюрьмах), 40 эсеров — в ссылке под надзором ГПУ, таким образом, 83 человека недоступны и не привлечены к суду. Следствие дало новые списки ГПУ, но исключило много лидеров эсеров (в том числе 18 из ЦК ПСР). Процесс вынужден был привлечь менее значимых — т. н. вторая группа обвиняемых, — и демонстрировал «массу неувязок и оговора невинных людей». Показателен пример: с мая 1918 года во главе Революционного (Верховного) трибунала стоял Н. В. Крыленко, а председателем следственной комиссии ревтрибунала при ВЦИК была его жена Е. Ф. Розмирович, что было прямым нарушением советских законов.
Бывший эсер Г. И. Семёнов, вступивший в ВКП(б) и сотрудничавший с разведкой — один из основных участников со стороны обвинения (начиная с истока следствия, сочинения им специальной брошюры, предназначенной для обоснования и аргументации процесса), провокатор. В ходе процесса Морачевский был упомнянут лишь косвенно (притом заинтересованной стороной — Семёновым), не заслушивались свидетельские показания и не проводились следственные эксперименты, при слушаниях дела подозреваемый отсутствовал, не будучи арестованным. Морачевский был упомянут Семёновым в таком контексте: «Сергеев перелез через забор, повернул в переулок, переехал реку и скрылся. Полдня скрывался в квартире Фёдорова, дня два в квартире Морачевского. Затем я его отправил в Москву». Морачевский своих осведомлённости и участия не признал.

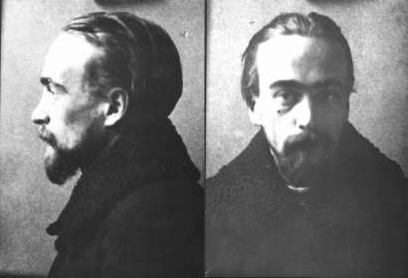
Ю. В. Морачевский в Бутырской тюрьме, 1922.

Ю. В. Морачевский был арестован и выведен на процесс. Выяснилось, что Семёнов, снимая в квартире Ю. Морачевского комнату, без ведома хозяина прятал Сергеева. Семёнов вынужден был признать это. Из речи выполнявшего роль защитника обвиняемого М. Я. Гендельмана (1881—1938):

Пусть гр. Кон (адвокат Семёнова) даёт название этому поступку Семёнова, которого он, кажется, очень защищает. Это чрезвычайно характерная деталь, как действовал Семёнов…, создавая версии по поводу этого убийства и запутывая сюда возможно больше людей. Семёнов объяснил это жалким, скажу более — постыдным образом — я, говорит, — не знал, я не юрист, как вы, гр. Гендельман, и 15 лет не учился и я не знал, что если я скажу, что Сергеев скрывался у Морачевского, то его притянут… Так вот, граждане, для тех, кто желает судить беспристрастно, пусть все эти загадки здесь разъясняет и, может быть, можно будет установить, что имело место в действительности.

Публикации, посвящённые процессу не позволяют получить ответы на многие вопросы, например, лишь одна статья проясняет роль и судьбу шофёра Гуго Юргенсона и его брата Петера, расстрелянных за убийство Володарского. В контексте данной информации Г. И. Семёнов вообще отрицает свою причастность к этой акции.

По приговору 7 августа 1922 г. к высшей мере наказания (исполнение было отложено и превратило «смертников» в заложников, на случай активной, прежде всего, террористической деятельности эсеров) были приговорены 12 подсудимых 1-й группы. Остальные обвиняемые из этой группы получили различные сроки заключения: 4 — по десять лет строгой изоляции, 3 — по пять лет строгой изоляции, 1 — три года строгой изоляции, 1 — два года строгой изоляции. Подсудимые 2-й группы Ю. В. Морачевский и Г. М. Ратнер — оправданы, Г. И. Семёнов, В. И. Игнатьев и Л. В. Коноплева были приговорены к высшей мере наказания, а остальные — к различным срокам наказания (1 — три года, 1 — десять лет, 3 — пять лет, 1 — три года, 2 — два года). По ходатайству Верхтриба Президиумом ВЦИК все они были помилованы и освобождены от наказания.

## Научная деятельность

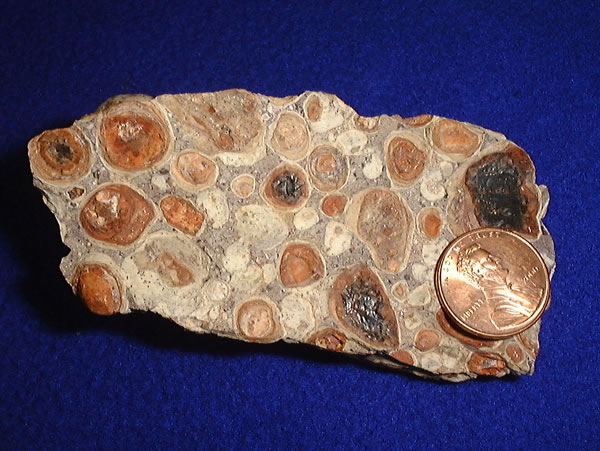
Боксит

С 20 апреля 1918 года Ю. В. Морачевский был научным сотрудником химической лаборатории Геологического комитета КЕПСа (Постоянная комиссия по изучению естественных производительных сил России при Российской академии наук, В. О., Университетская наб. 1). В 1920 году Ю. В. Морачевский вступил в профсоюз горнорабочих.
В качестве ассистента кафедры химии Петроградского медицинского института (курс неорганической химии) Морачевский начал в 1921 году свою педагогическую деятельность, параллельно с 1922 года преподавая химию в 206-й средней школе Петрограда.

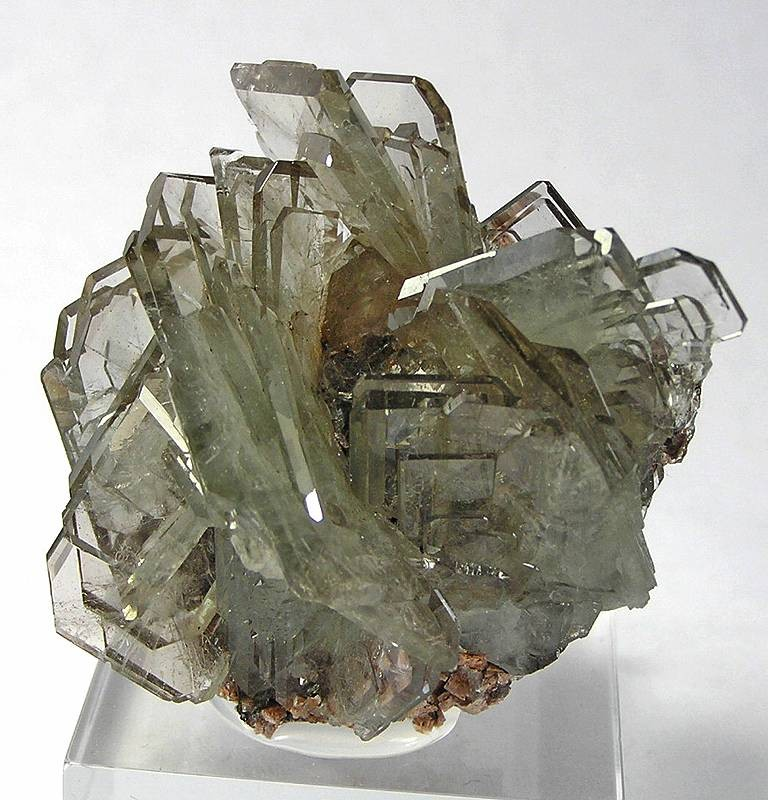
Барит

В 1922 году учёный приступил к масштабным исследованиям условий выщелачивания глинозёма тихвинских бокситов (под руководством профессора Г. Г. Уразова). Была сформулирована схема и методика анализа баритов, определения содержания в них кальция. Тогда же им начато изучение процессов, при которых идёт формирование кальциевых силикатов и натриевых алюминатов, чем сопровождается спекание смесей. Эти исследования подразумевают разработку методов извлечения глинозёмов из бокситов и глинистых отложений.

### Первая самостоятельная работа

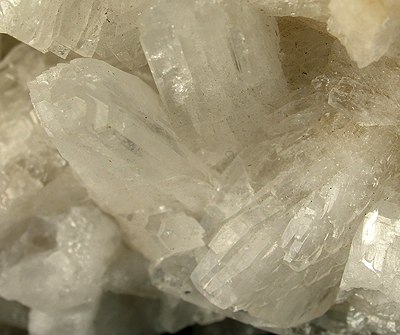
Борат

В работах с Л. Э. Шарловым (1925) изучались причины концентрации и соосаждения магния полуторными оксидами в процессе осаждения их аммиаком. Годом позже Морачевский переходит к геохимическому анализу незадолго перед тем открытого Соликамского и Березниковского месторождений калийных солей Западного Предуралья, (Верхнекамского месторождения калийно-магниевых солей). Исследования эти имеют целью разработку способов аналитического выявления присутствия в породах брома и рубидия, — незначительного наличия последнего в карналитах и калиевых солях. В 1926 году осуществлена первая самостоятельная научная публикация Морачевского — увидела свет статья «К анализу боратов». Через два года итогом этих исследований стал труд «Бром в соликамском карналите», опубликованный Ю. В. Морачевским совместно с А. Н. Фёдоровой, а также теоретическая статья учёного в соавторстве с Г. Г. Уразовым и Я. Е. Вильянским, касающаяся метода получения минерального сырья.
В 1928 году Морачевский вступил во Всесоюзное химическое общество имени Менделеева (до 1950 года являлся членом правления Ленинградского отделения ВХО).

### 1930-е годы
Во главе Геологического комитета стоял Б. Г. Карпов, сотрудничавший с отцом Ю. В. Морачевского в работе над энциклопедическим изданием «Россия. Полное географическое описание нашего отечества». Совместно с Б. Г. Карповым, Ю. Н. Книпович и другими учёными Ю. В. Морачевским издана монография, настольная книга геохимиков, химиков-аналитиков «Анализ руд», выдержавшая несколько изданий. Морачевский продолжал совершенствовать методы анализа минералов, природных вод и соляных растворов, горных пород, силикатов. Учёный аккумулировал материалы, которые впоследствии легли в основу учебников, справочников, монографий и других публикаций. В дальнейшем Геологический комитет был включён в ВСНХ РСФСР.
Морачевский работал в 1925—1930 годах помощником заведующего лабораторией и в 1930—1931 годах — заместителем директора Центральной лаборатории ГГРУ; в 1931—1933 годах — заместителем начальника Геохимического сектора и 1933—1935 годах — начальником Геохимического сектора Всесоюзного научно-исследовательского института геологии.
С 1930 года — доцент; с 1931 года преподавал химию и геохимию в Горном институте (ЦНИГРИ ВСНХ). До 1935 года, руководя Геохимическим сектором ЦНИГРИ (ВСЕГЕИ), Ю. В. Морачевский занимался активной научно-организаторской деятельностью, что выражалось в привлечении специалистов профиля, повышением уровня их подготовки, осведомлённости; — способствовал созданию отраслевых лабораторий, в частности — в районах месторождений. Таким образом расширялись и укрупнялись научно-исследовательская база и аппарат подведомственных организаций, претерпевала качественные изменения их структура. Незначительные, полукустарные группы прикладного характера были преобразованы в более универсальные и технически оснащённые отделения, соответствовавшие запросам времени подразделения, занятые более строгими по тематической принадлежности и методике исследованиями, но тесно взаимосвязанные в сопоставлении результатов анализа и экспериментов: термического, радио- и электрохимического изучения объектов, рентгено- и спектрографического анализа их.
В 1934—1935 годах Морачевский редактировал «Руководство по анализу природных образований», в котором им также написан был ряд глав.
С 1937 года — профессор кафедры общей и физической химии Высшего геологоразведочного института (Ленинградский горный институт).
В 1945 году он был командирован в Германию для ознакомления с состоянием немецкой калийной промышленности Саксонии и Тюрингии.

Могила Морачевского на Серафимовском кладбище Санкт-Петербурга.

### Преподавание
В период с 1944 по 1961 год Морачевский руководил кафедрой аналитической химии ЛГУ, внеся наибольший вклад в её развитие и становление и обеспечив подготовку специалистов для геологии и горнорудной промышленности по направлению анализу минерального сырья и аналитической химии редких элементов, в первую очередь, урана и тория, важнейших элементов для активно развивавшейся атомной промышленности. Ю. В. Морачевский, увлекаясь одновременно геохимией и аналитической химией, с годами все своё внимание сосредоточил на аналитических проблемах. Капитальный труд «Анализ минерального сырья», подготовленный при его активном участии и под его редакцией, с 1936 года выдержал множество переизданий и остаётся настольной книгой во многих аналитических лабораториях.
В ходе преподавания в разных учебных заведениях Ю. В. Морачевский разрабатывал на протяжении многих лет свою педагогическую концепцию, являясь в то же время блестящим экспериментатором и практиком:

Юрий Витальевич создал и в течение многих лет читал принципиально новый общий курс аналитической химии, в основу которого было положено чёткое разганичение науки — аналитической химии и её практических приложений в химическом анализе. Мысль о необходимости фундаменальной общехимической подготовки химика-аналитика как основе умения найти правильное решение практических задач определяла всю педагогическую и организаторскую деятельность Юрия Витальевича на кафедре аналитической химии.

Закономерно, что выпускники кафедры заняли ключевые позиции в крупнейших аналитических лабораториях ряда заводов и отраслевых научно-исследовательских институтов в Санкт-Петербурге, и в других регионах страны.— Л. Н. Москвин. К 100-летию со дня рождения Ю. В. Морачевского.
Умер 4 января 1961 года. Похоронен на Серафимовском кладбище Санкт-Петербурга.

## Награды и звания
- 1937, 17 мая — присвоено звание профессора по специальности «геохимия и аналитическая химия» и учёная степень кандидата технических наук.
- 1941 — Наркомат цветных металлов наградил почётной грамотой за работы оборонного значения по гидрометаллургии никелевых и кобальтовых руд, и по геохимии платины и её спутников.
- 1943 — значок «Отличник химической промышленности СССР»
- 1944 — Орден «Знак Почёта».
- 1946 — награждён медалью «За доблестный труд в Великой Отечественной войне».
- 1948, 7 января — в связи с 30-летием научной и педагогической деятельности награждён почётным знаком «Отличник социалистического соревнования Министерства химической промышленности».
- 1949, 8 августа — присвоено персональное звание «Горный директор».
- 1955, 22 января — решением ВАКа присвоена учёная степень доктора химических наук без защиты диссертации, по представлению ОНХ им. Курнакова, Института химии силиктов и при поддержке ЛГУ (декан — профессор А. С. Броун, член-корреспондент И. И. Жуков, профессор С. А. Щукарев).

## Основные работы
- К анализу боратов // Материалы по общей и прикладной геологии. — 1926. — Вып. 113. — С. 31
- Бром в соликамском карналите // Вестник геологического комитета. — 1928. — Т. 3 — № 4. — С. 24. — Соавт.: А. Н. Фёдорова
- К теории известково-натриевого способа получения глинозёма из природных алюмосиликатов и бокситов с высоким содержанием кремнезёма // Журнал прикладной химии. — 1928. Т. 1 — Вып. 2. — С. 77. — Соавт.: Г. Г. Уразов, Я. Е. Вильянский.
- Инструкция для полевых аналитических лабораторий. Л.: Изд. 1. 1929. — С. 136. — Соавт.: Б. Г. Карпов, Ю. Н. Книпович, П. Н. Палей, А. А. Смуров, Л. Э. Шарлов.
- Предваритльная характеристика химического состава соликамских соляных отложений // Материалы по общей и прикладной геологии. — 1929. — Вып. 125. — С. 3.
- Вопросы химической камеральной обработки материала Геологического комитета. — // Вестник геологического комитета. — 1930. — Т. 5 — № 1. — С. 6.
- О химическом составе соликамских соляных отложений // Известия Института физико-химического анализа. — 1930. — Т. 4. — Вып. 2. — С. 113.
- Руководство по анализу полезных ископаемых (инструкция для полевых аналитических лабораторий). Под общей ред. Б. Г. Карпова. — Л.: Изд. 2. 1930. В двух частях: Часть 1. Анализ руд. 96 с. — Соавт.: Б. Г. Карпов, Ю. Н. Книпович, А. Смуров, Л. Э. Шарлов); Часть 2. Анализ нерудных ископаемых. 48 с.
- Источники ошибок силикатного анализа // Труды I Совещания химиков Главного геологического управления 3. — 12.2.1931. С. 88.
- К методике полного анализа фосфорита // Труды I Совещания химиков Главного геологического управления 3. — 12.2.1931. С. 83 — Соавт.: Ю. Н. Книпович.
- Электрометрическое определение малых количеств брома в природных солях и рассолах с высоким содержанием хлора // Труды I Совещания химиков Главного геологического управления 3. — 12.2.1931. С. 100. — Соавт.: А. Н. Фёдорова.
- За кадры геохимиков // Геолого-разведочные работы во второй пятилетке (Материалы конференции 12—24 апреля 1932 г.). — 1932. — Вып. 4. — С. 221.
- Задачи химических работ Союзгеоразведки и их техническая база во 2-й пятилетке // Геолого-разведочные работы во второй пятилетке. М.: Изд. Госплана СССР. — 1932. — 2 печ. л.
- Результаты определения на бром средних проб солей Соликамского месторождения // Известия Всесоюзного геологоразведочного объединения. — 1932. — Вып. 52. — С. 757.
- Состояние и организация химических и геохимических работ во второй пятилетке // Геолого-разведочные работы во второй пятилетке (Материалы конференции 12 — 24 апреля 1932 г.). — 1932. — Вып. 4. — С. 203.
- Рецензия на книгу М. Дитриха «Руководство к анализу горных пород» // Журнал прикладной химии РФХО. — 1932. — Т. 5 — № 3-4. — С. 481.
- Геохимическое изучение Верхнекамского месторождения калиевых солей (обзор работ геохимического сектора Центрального научно-исследовательского геологоразведочного института Союзгеологоразведка) // Калий. — 1933. — № 7. — С. 12.
- Рецензия на книгу П. А. Каминского и Н. М. Славского «Методы анализа озёрной рапы и грязи» // Журнал прикладной химии РФХО. — 1933 (1932).
- Материалы к познанию толщи покрывающих соль пород Верхнекамского месторождения. Новосибирск // Труды Всесоюзного геологоразведочного объединения. — 1934. — Вып. 361
- Соли камские // Техника молодёжи. — 1934. — № 8. — С. 37.
- Акцессорные элементы и нерастворимые остатки соликамского карналлита // Соликамские карналлиты. — 1935. — С. 13.
- Памяти Сергея Карловича Космана (некролог) // Известия Института физико-химического анализа. — 1935. — Т. 7. — С. 7.
- Газоносность толщи калиевых солей Верхнекамского месторождение. Отчёт о работе. — 1936. — 100 с.
- Карбонатные породы. Анализ минерального сырья. — 1936. — 369 с.
- Нитраты. Анализ минерального сырья. — 1936. — 431 с.
- Особенности аналитической работы по исследованию минерального сырья. — 1936. — 5 с. (Введение).
- Роль железа при очистке аналита от меди. Отчёт о работе. — 1936. — 20 с.
- Соли. Анализ минерального сырья. — 1936. — 393 с.
- Соли серной кислоты (Сульфаты). Анализ минерального сырья. — 1936. — 419 с.
- Хлористые соли. Анализ минерального сырья. — 1936. — 399 с.
- Анализ минерального сырья (гл. редактор Ю. В. Морачевский; соавторы: Б. Г. Карпов и Ю. Н. Книпович) — 1936. — 676 с.
- Ванадий. Серия обзоров минеральных ресурсов Центрального научно-исследовательского геолого-разведочного института. Л.: ЦНИГРИ — 1936.
- Приурочение палладия к отдельным минеральным составляющим медно-никелевых руд. — 1937 (рукопись).
- Поведение палладия при перегрузке медно-никелевых файнштейнов по процессу Хибинетта. Ю. В. Морачевский с сотрудниками. — Отчёт фонда Ленинградского Горного института. — 1937 (рукопись).
- Поведение платины и палладия при металлургическом переделе медно-никелевого файнштейна по Орфорд-процессу. — Отчёт фонда Ленинградского Горного института. — 1937 (рукопись).
- Сырьё // Получение никеля из сульфидных медно-никелевых руд (Ю. В. Морачевский — гл. редактор, соавтор) — М.: Главникельолово. — 1939
- Методика определения платиновых металлов в шламах от электролиза меди и никеля. — Отчёт фонда Ленинградского Горного института. — 1939 (рукопись).
- Методика анализа медно-никелевого концентрата и продуктов их передела. — Отчёт фонда Ленинградского Горного Ленинградского института. — 1940 (рукопись).
- Установка содержания платины в пробах медно-никелевых руд и в концентратах и продуктах их передела (Ю. В. Морачевский с соавторами) — 7 отчётов фондов Горного Ленинградского института. — 1937—1940 (рукописи).
- Роль железа при очистке аналитной меди. — Отчёт фонда Ленинградского Горного Ленинградского института. — 1940 (рукопись).
- Геохимические исследования Верхнекамских солевых отложений // Л.: Учёные записки ЛГУ. — № 45. — Серия химических наук. — Вып. 5.. — С. 175
- Некролог: На смерть А. Ф. Сагайдачного // Бюллетень ВНИИ Галургии. 1940.
- Исследования состава пылей заводских агрегатов Североникеля. — Отчёт фонда Ленинградского Горного Ленинградского института. — 1941 (рукопись).
- Опыты извлечения платиновых металлов из ботага или продукта обогащения шлама от электролиза. — Отчёт фонда Ленинградского Горного Ленинградского института. — 1941 (рукопись).
- Сырьевые ресурсы химической промышленности СССР. Доклад на юбилейной сессии ГИПХа // Сборник работ института (Государственный институт прикладной химии). — 1946. — Вып. 37. — С. 120
- История разведки и изучения Соликамского месторождения // Сборник трудов ВНИИ Галургии. — б.д. (после 1946). — Соавторы: Л. А. Иванов и М. П. Фитч.
- О генезисе пестрых сильвинитов // Сборник трудов ВНИИ Галургии. — б.д. (после 1946).
- Отчёт о деятельности ВНИИ Галургии за 1947 год. — ДФ-90. 1947. — Отчёт фонда ВНИИ Галургии. — Ленинград. — 1947. — Соавтор: С. Н. Ивлев.
- Изучение физико-механических свойств пород Березниковского рудника. Часть. I. Общие сведения. — ДФ-33. 1947. — Отчёт по теме № 7 фонда ВНИИ галургии. — Ленинград. — 1947. — С. 92. — Соавтор: Г. И. Ширко.
- Материалы к геохимии и петрографии калийных месторождений Прикарпатья. — ДД 68. — БФ 63. — 1947. — Отчёт фонда ВНИИ галургии. — Ленинград. — 1947. — С. 4. — Соавтор: М. Г. Валяшко.
- Разработка и освоение физико-химических методов анализа и работа над методикой химического анализа галургического сырья. — ДФ-75. — 1947. — Сборник. — 1947. — Ленинград. — 163 листа, 11 рисунков. — Главный редактор Ю. Г. Морачевский.
- Кулле П. А. Разработка месторождений соли подземным выщелачиванием // Труды ВНИИ Галургии. — 1949. — Вып. 20. — Общая редакция Ю. В. Морачевского (главный редактор).
- Физико-химические исследования соляных систем // Труды ВНИИ галургии. — 1949. — Вып. 21. — Общая редакция Ю. В. Морачевского (главный редактор).
- Научно-исследовательская работа кафедры аналитической химии ЛГУ за период 1945—1949 гг // Вестник ЛГУ. — 1950. — № 10. — С. 134.
- Перспективы применения ультрафиолетовых лучей в объёмном анализе и колориметрии // Научная сессия ЛГУ. 1950 г. — Тезисы докладов на секции химических наук. — 1950. — С. 7. — Соавтор: Е. М. Брумберг.
- Методы анализа рассолов и солей. Сборник // Труды ВНИИ галургии. — 1950. Вып. 22(XXII). — Ю. В. Морачевский — общая редакция и авторство ряда глав (совместно с М. Г. Валяшко, А. Д. Пельш, Т. Б. Поленовой).
- Рецензия на книгу В. Н. Алексеева «Курс качественного химического полумикроанализа» // Химическая промышленность. — 1950. — № 9. — С. 30. — Соавтор: В. В. Васильев.
- Применение хроматного метода для определения сульфат-иона в гипсах и гипсовых породах // Заводская лаборатория. — 1952. — № 10. — С. 1201. Соавтор: З. С. Бошун.
- Справочник химика. 3 тома. Изд. I. — Л. — 1951—1952. — Соредакторы и соавторы: с Б. П. Никольский, Б. Н. Долгов, Ю. С. Залькинд, М. Е. Пезин, Б. В. Птицын, Н. И. Смирнов.
- Новые данные по применению ультрафиолетовых лучей в качественном микрохимическом и количественном колориметрическом анализе. / Научная сессия ЛГУ. 1952—1953 гг. Тезисы докладов на секции химических наук. — 1953. — С. 13. Соавторы: К. П. Столяров, М. А. Столярова.
- К вопросу определения «сульфатной» серы // Учёные записки ЛГУ. Серия химических наук. — 1953. — Вып. 12. — № 163. — С. 26. Соавтор: Н. Х. Пинчук.
- Новые данные по применению ультрафиолетовых лучей в качественном микрохимическом и количественном колориметрическом анализе // Вестник ЛГУ Серия мат., физ., хим. наук. — 1953. — Вып. 2. — № 5. — С. 113. Соавторы: К. П. Столяров, М. А. Столярова.
- Колориметрическое определение малых количеств ванадия в материалах с высоким содержанием хрома // Вестник ЛГУ.Серия мат., физ., хим. наук. — 1955. — Вып. 42. — № 11. — С. 139. Соавтор: М. Н. Гордеева.
- Воспоминания о П. И. Преображенском (к 10-летию со дня смерти) // Записки Всероссийского Минералогического общества. — 1955. — Т. 84. — Вып.1. — C. 63. Соавтор: А. А. Иванов.
- Спектрографическое изучение водных растворов пятивалентного ванадия // Журнал аналитической химии. — 1956. — Т. 11. — Вып. 6. — C. 672. Соавтор: Л. И. Беляева.
- О составе уранованадатов // Геохимия. — № 7. — С. 20. Соавтор: Л. И. Беляева.
- Некоторые данные химического исследования цветных стёкол, изготовленных М. В. Ломоносовым // Журнал прикладной химии. — 1956. — Т. 29. — Вып. 9. — С. 1432. Соавтор: Р. А. Штрихман.
- О некоторых дискуссионных вопросах преподавания аналитической химии // Вестник ЛГУ. Серия мат., физ., хим. наук. — 1956. — Вып. 2. — № 10. — С. 75.
- Исследование условий отделения цинка и кобальта от алюминия и железа с контролем методом меченых атомов // Известия АН СССР. Отделение химических наук. — 1956. — № 10 — С. 1185. Соавтор: З. С. Бешум.
- К методике определения содержания фтора в силикатах // Известия АН СССР. Отделение химических наук. — 1956. — № 11 — С. 1230. Соавтор: Е. Н. Егорова.
- К вопросу об аналитическом определении малых содержаний таллия. / Научная сессия ЛГУ. 1955—1956. — Тезисы докладов на секции химических наук. — 1956. С. 13. Соавтор: Г. В. Ефремов.
- Фазовый анализ железных руд. Ч. I // Вестник ЛГУ. — № 10. — Серия мат., физ., хим. наук. — 1956. — Вып. 2. — С. 60. Соавтор: Н. Х. Пинчук.
- Фазовый анализ железных руд. Ч. II. Селективное растворение магнетита в присутствии халькопирита // Вестник ЛГУ. Серия мат., физ., хим. наук. — 1957. — Вып. 4. — № 22. — С. 170. Соавтор: Н. Х. Пинчук.
- Отгонка галогенидов сурьмы и колориметрическое её определение с метилвиолетом // Учёные записки ЛГУ. Серия химических наук. — 1957. — Вып. 15. — № 221. — С. 76. Соавтор: Д. Г. Дарбанель.
- Отделение молибдена от железа, алюминия и кальция с помощью анионов // Заводская лаборатория. — 1957. — Т. 23. — № 9. — С. 1066. Соавтор: М. Н. Гордеева.
- Наши достижения и задачи (о развитии лабораторного дела за 40 лет советской власти). Сборник статей // Заводская лаборатория. — 1957. — Т. 23. — № 10. — С. 1171.
- К разделению урана и ванадия с помощью смол-анионитов // Вестник ЛГУ. Серия физики, химии. — 1957. — Вып. 2. — № 10. — С. 148. Соавтор: М. Н. Гордеева.
- К методике колориметрического определения малых содержания сурьмы в сплавах на медной основе // Учёные записки ЛГУ. Серия химических наук. — 1957. — Вып. 15. — № 221. — С. 62. Соавтор: Д. Г. Дарбанель.
- Выделение малых количеств урана (VI) фосфатным методом в присутствии ниобия и тантала // Вестник ЛГУ. Серия физика, химия. — 1957. — Вып. 2. — № 10. — С. 152. Соавтор: И. А. Церковницкая.
- Выделение малых количеств урана методом внутреннего электролиза в присутствии ванадия, алюминия, хрома, никеля и кобальта // Вестник ЛГУ. Серия физика, химия. — 1957. — Вып. 3. — № 10. — С. 127. Соавтор: И. А. Церковницкая.
- Связующий материалы для точного литья и способ его изготовления. Авторское свидетельство № 111796, выданное Комитетом по делам изобретений. 1957. 12/3. Соавторы: В. В. Егорова, И. Е. Шубом, М. С. Тейтельбаум, Е. Гинзбург, Е. К. Алесковская, П. В. Соркин.
- Новые методы анализа, основанные на абсорбции света в ультрафиолетовой области. — Рефераты докладов и сообщений № 3 на секции аналитической химии VIII Менделеевского съезда по общей и прикладной химии. 1958. Соавтор: И. А. Столярова.
- Фазовый анализ железных руд. Ч. III. Селективное растворение магнетита в присутствии гематита // Вестник ЛГУ. Серия физики, химии. — 1958. — Вып. 1. — № 4. — С. 126. Соавтор: Н. Х. Пинчук.
- Фазовый анализ железных руд. Ч. IV. Изучение селективного растворения минералов — гидроксилов железа в присутствии магнетита и гематита // Вестник ЛГУ. Серия физики, химии. — 1958. — Вып. 2. — № 10. — С. 84. Соавтор: Н. Х. Пинчук.
- Соосаждение некоторых элементов при малой их концентрации с гидроокисями металлов. — Труды Комиссии по аналитической химии (АН СССР). — 1958. — Т. 9. — С. 121. Соавтор: А. И. Новиков.
- Разделение урана, ванадия и железа методом хроматографии на бумаге // Заводская лаборатория. — 1958. — Т. 24 — № 10. — С. 790. Соавторы: М. Н. Гордеев, Т. Е. Круглова.
- Программа по дисциплине и программа лекционного курса // Вестник высшей школы. — 1958. — № 11. — С. 750.
- Полярографическое определение урана в присутствии ванадия и железа // Журнал аналитической химии. — 1958. — Т. 13. — Вып. 1. — C. 83. Соавтор: А. А. Сахаров.
- О растворах кремниевой кислоты в ацетоне // Доклады АН СССР. — 1958. — Т. 122 — № 4. — С. 612. Соавтор: Е. Н. Егорова.
- К вопросу о разделении урана и ванадия // Журнал аналитической химии // Журнал аналитической химии. — 1958. — Т. 13. — Вып. 5. — C. 570. Соавторы: Л. И. Беляева, Л. В. Иванов.
- Исследование соосаждения галлия, индия и таллия с фосфатом кальция. — Труды Комиссии по аналитической химии (АН СССР). — 1958. — Т. 9. — С. 121. Соавтор: В. Н. Зайцев.
- Влияние четырёхвалентного ванадия на восстановление урана на капельном ртутном электроде // Журнал аналитической химии. — 1958. — Т. 13. — Вып. 5. — C. 570. Соавтор: А. А. Сахаров.
- Амперометрическое титрование четырёхвалентного урана ванадатом аммония // Журнал аналитической химии. — 1958. — Т. 13. — Вып. 3. — C. 337. Соавтор: И. А. Церковницкая.
- Ацетоновые растворы кремниевой кислоты, их свойства и применение (в производстве оболочковых форм) // Журнал прикладной химии. — 1959. — Т. 32. — Вып. 9. — С. 1925. Соавтор: Е. Н. Егорова.
- Весовое и фотометрическое определение содержания тория в уранитах при помощи антраниловой кислоты // Журнал аналитической химии. — 1959. — Т. 14. — Вып. 1. — C. 55. Соавтор: И. А. Церковницкая.
- О соосаждении таллия с сульфатом свинца // Научные доклады высшей школы. Химия и химическая технология. — 1959. — № 2. — С.293. Соавтор: Г. В. Ефремов, Сюй Чжи-Чу.
- Осаждение палладия демитилглюоксидом в присутствии солей окиси железа // Журнал общей химии. — 1959. — Т. 29. — Вып. 5. — C. 1405. Соавторы: И. А. Церковницкая, З. Г. Голубцова.
- Анализ минерального сырья. — М: ГНТИ химической литературы ГХИ. — 1959. — Издание 11. Под редакцией Ю. В. Морачевского и Ю. Н. Книпвич с сотрудниками
- Спектрофотометрическое исследование реакции взаимодействия ионов трёхвалентного железа с диметилглиоксимом // Журнал аналитической химии. — 1960. — Т. 15. — Вып. 4. — C. 58. Соавторы: Л. И. Лебедева, З. Г. Голубцова.
- Соосаждение вольфрама с гидроокисью железа // Учёные записки ЛГУ. Серия химических наук. — 1969. — № 297. — Вып. 19 — № 297. — С. 58. Соавторы: Л. Г. Шипунова, Л. Д. Новожилова.
- Соосаждение микрограммовых количеств железа и кобальта с фосфатом кальция // Учёные записки ЛГУ. Серия химических наук. — 1960. — Вып. 19. — № 297. — С. 85. Соавторы: В. Н. Зайцев, А. П. Таранов.
- Разделение ванадия и фосфатов с помощью анионитов // Учёные записки ЛГУ. Серия химических наук. — 1960. — Вып. 19. — № 297. — С. 10. Соавтор: М. Н. Гордеева.
- Определение малых количеств галлия от алюминия методом соосаждения // Учёные записки ЛГУ. Серия химических наук. — 1960. — Вып. 19. — № 297. — С. 81. Соавторы: В. Н. Зайцев, В. В Фокин.
- Отделение малых количеств циркония путём его экстракции трибутилфосфатом // Учёные записки ЛГУ. Серия химических наук. — 1960. — Вып. 19. — № 297. — С. 99. Соавтор: Н. С. Бборовая.
- Определение содержания ионов кальция и магния в присутствии катионов подгруппы германия и цинка // Учёные записки ЛГУ. Серия химических наук. — 1960. — Вып. 19. — № 297. — С. 146. Соавтор: Л. А. Вольф.
- О составе ионов, образуемых шестивалентным молибденом в растворах // Журнал неорганической химии. — 1960. — Т. 5. — Вып. 10. — С. 2238. Соавтор: Л. И. Лебедева.
- К вопросу о соосаждении микрограммовых количеств ряда элементов, входящих в состав полиметаллических руд, с фосфатом кальция // Учёные записки ЛГУ. Серия химических наук. — 1960. — Вып. 19. — № 297. — С. 90. Соавтор: В. Н. Зайцев.
- О соосаждении молибдена с гидроокиси металлов // Учёные записки ЛГУ. Серия химических наук. — 1960. — Вып. 19. — № 297. — С. 63. Соавтор: Л. Г. Шипунова
- О соосаждении микрограммовых количеств цинка и галлия с фосфатом кальция // Учёные записки ЛГУ. Серия химических наук. — 1960. — Вып. 19. — № 297. — С. 77. Соавтор: В. Н. Зайцев.
- Новый вариант купферонового метода выделения урана // Учёные записки ЛГУ. Серия химических наук. — 1960. — Вып. 19. — № 297. — С. 119. Соавторы: И. А. Церковницкая, М. Ф. Григорьева.
- Колориметрическое определение содержания ионов кальция и магния в присутствии катиона подгруппы мышьяка // Учёные записки ЛГУ. Серия химических наук. — 1960. — Вып. 19. — № 297. — С. 144. Соавтор: Л. А. Вольф.
- Спектральное определение примесей в полупроводниковом кремнии после химического обогащения // Журнал аналитической химии. — 1962. — Т. 17. — № 5. — C. 614. Соавторы: Х. И. Зильберштейн, М. М. Пирютко и другие.
- Методы анализа рассолов и солей. Издание 2-е. 1964. Соавтор: Е. М. Петрова.
- Основы аналитической химии редких элементов. Издание 1-е. 1964. Соавтор: И. А. Церковницкая
- Колориметрическое определение лантаноидов и катионов некоторых металлов при совместном присутствии // Известия высших учебных заведений. Химия и химическая технология. — 1964. — Т. 3. — № 3. — С. 513. Соавтор: Л. А. Вльф.
- Разделение микрограммовых количеств таллия и отделение их от алюминия и индия на синтезированных и природных фосфатах. — Труды комиссии по аналитической химии (АН СССР). 1965. Т. 15. С. 260. Соавтор: В. Н. Зайцев.
- Амперометрическое титрование галлия раствором купферона // Заводская лаборатория. — 1969. — Т. 26. — № 7. — С. 797. Соавтор: И. А. Церковницкая, А. И. Калинин.
- Основы аналитической химии редких элементов. Учебное пособие. Издание 3-е. — Л.: Изд-во ЛГУ. 1980.
- Методы оценки форм нахождения никеля в руде.
- Результаты исследования образцов медно-никелевых руд Мончетундры.
- Получение никеля из сульфидных медно-никелевых руд Советского Союза. ОНТИ. — Ленинград, 1938. — С. 10—38.